# Hoplitis brachypogon
Hoplitis brachypogon är en biart som först beskrevs av Pérez 1879.  Hoplitis brachypogon ingår i släktet gnagbin, och familjen buksamlarbin.

## Underarter
Arten delas in i följande underarter:
- H. b. brachypogon
- H. b. carsophila